# Michael Kallaanvaara
Michael Viljo Johannes Kallaanvaara, född 27 juni 1941 i Rovaniemi, Finland, död 15 september 2018, var en svensk skådespelare. Han har medverkat i över 30 filmer och TV-produktioner. Kallanvaara har särskilt figurerat i många av Lars Molins produktioner.

## Filmografi
- 1968 – Valpurin yö
- 1977 – Psykningen
- 1978 – Förhör
- 1981 – Höjdhoppar'n
- 1981 – Liten Karin (TV-serie)
- 1982 – Dubbelsvindlarna (TV-serie)
- 1982 – Zoombie (TV-serie)
- 1983 – Limpan
- 1983 – Midvinterduell
- 1983 – Indiankojan (TV-serie)
- 1984 – Sköna juveler
- 1985 – Harjunpää och antastaren (TV-serie)
- 1985 – Korset (TV-serie)
- 1986 – Saxofonhallicken
- 1986 – Fläskfarmen
- 1986 – Kunglig toilette
- 1986 – Ormens väg på hälleberget
- 1987 – Ondskans år (TV-serie)
- 1988 – En far
- 1991 – Snöriket
- 1991 – På öppen gata
- 1991 – Tre kärlekar (TV-serie)
- 1992 – Blueprint (TV-serie)
- 1993 – Kådisbellan
- 1993 – Rosenbaum (TV-serie)
- 1993 – Snoken (TV-serie)
- 1995 – Svinet
- 1995 – Esters testamente (TV-serie)
- 1996 – Vinterviken
- 1997 – Beck - Mannen med ikonerna
- 1997 – Evil Ed
- 2000 – Inte faan...
- 2002 – Hundarna
- 2004 – Vid sjöars sumpiga stränder i inlandet
- 2016 – Finnmark

## Teater

### Roller (ej komplett)
| År   | Roll                | Produktion                                                                            | Regi                | Teater                 |
| ---- | ------------------- | ------------------------------------------------------------------------------------- | ------------------- | ---------------------- |
| 1977 | Torpeden            | Chez nous Per Olov Enquist och Anders Ehnmark                                         | Lars Göran Carlson  | Dramaten               |
| 1978 | Andra mördaren Lily | Vargen (Claw) Howard Barker                                                           | Barbro Larsson      | Dramaten               |
| 1984 | Knekt               | Daniel Hjort eller Skuggornas hämnd Josef Julius Wecksell                             | Jan Håkanson        | Stockholms stadsteater |
| 1985 | Den röde Surkkala   | Herr Puntila och hans dräng Matti (Herr Puntila und sein Knecht Matti) Bertolt Brecht | Fred Hjelm          | Stockholms stadsteater |
| 1986 |                     | Mandragola (La Mandragola) Niccolò Machiavelli                                        | Radu Penciulescu    | Dramatiska ensemblen   |
| 1987 | Crooks              | Möss och människor (Of Mice and Men) John Steinbeck                                   | Fred Hjelm          | Stockholms stadsteater |
| 1991 | Skräcken Bräcklasse | Minns du den stad Per Anders Fogelström                                               | Johan Bergenstråhle | Stockholms stadsteater |
| 1995 | Richard Noakes      | Arkadien (Arcadia) Tom Stoppard                                                       | Frej Lindqvist      | Stockholms stadsteater |

### Fotnoter
1. ↑  https://minnessidor.fonus.se/memorial_page/memorial_page_ads.php?order_id=3564583&set_site_id=2&cat=ads&sign=11ba5ed48e3e73a23e2166a5e9ebf9fe
2. ↑  ”Michael Kallaanvaara”. IMDb.com. http://www.imdb.com/name/nm0435946/. Läst 8 juli 2012.
3. ↑  Lars Linder (28 februari 1986). ”Hedervärt, men det räcker inte”. Dagens Nyheter:  s. 20. https://arkivet.dn.se/tidning/1986-02-28/57/20. Läst 4 februari 2022.